# Třmenový uzávěr

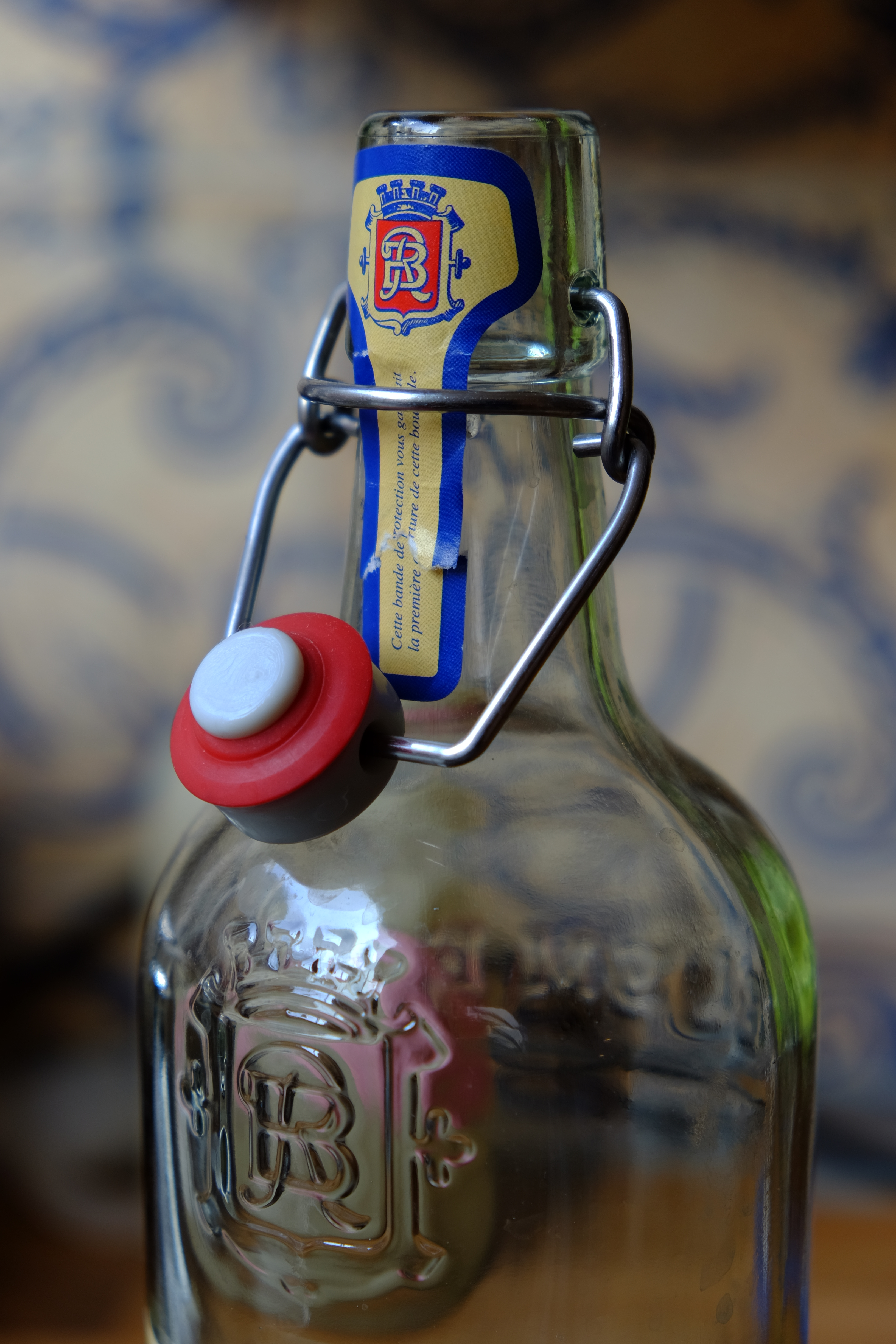
Detail třmenového uzávěru

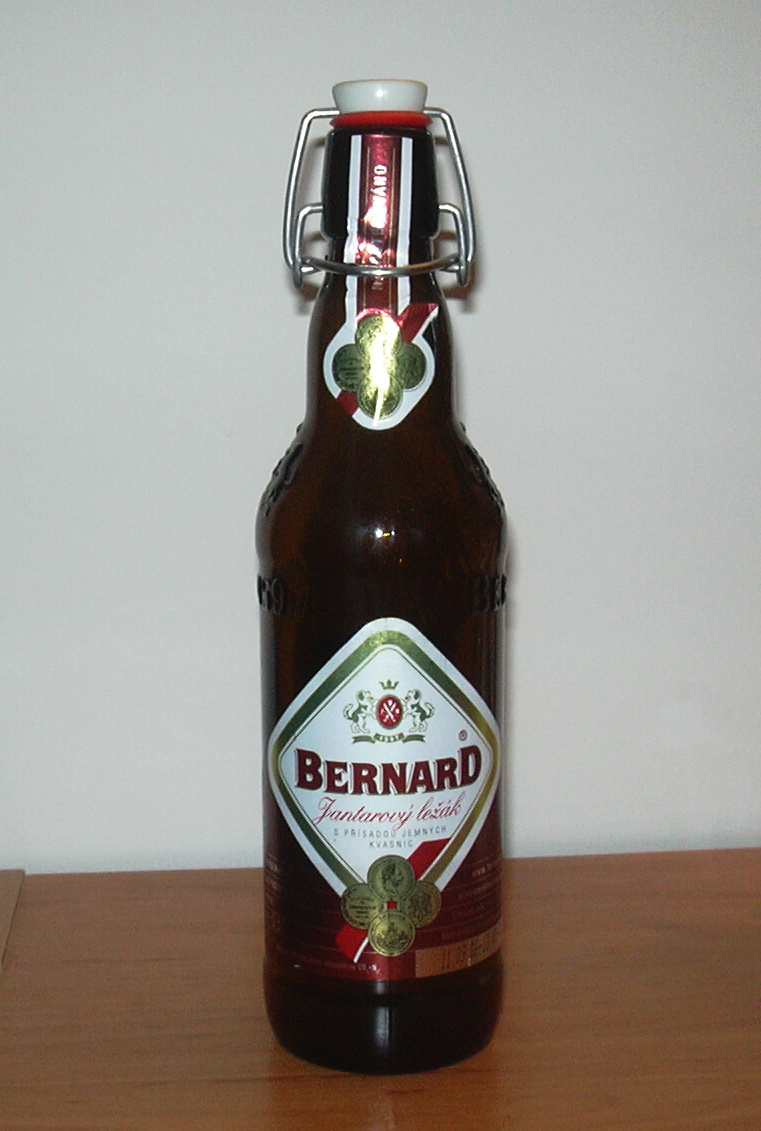
Lahev českého výrobce

Třmenový uzávěr je zátka, nejčastěji porcelánová, která přes gumový těsnicí kroužek uzavírá hrdlo nápojové lahve s nápojem syceným oxidem uhličitým. Přítlak zátky zajišťuje drátěný třmen. Láhev je možné otevírat a opakovaně uzavírat bez nástroje.

## Vynález uzávěru
Tento typ uzávěru byl podle některých zdrojů vynalezen roku 1875 berlínským továrníkem Nicolaiem Fritznerem. Jiné zdroje označují za vynálezce Karla Huttera, který si třmenový uzávěr nechal patentovat na konci 19. století v USA. Ten mu také pomohl k celosvětovému rozšíření. Zavedením třmenového uzávěru skončily dosavadní nepříliš úspěšné pokusy spolehlivě uzavírat kameninové a skleněné lahve s pěnivým pivem. Do té doby používané gumové a korkové zátky totiž musely být dodatečně ovazovány provázkem, aby zadržely tlak piva. Přibližně od roku 1780 se vedle již zavedených kameninových lahví rozšiřovaly skleněné lahve ze zeleného skla. Po roce 1800 se začaly šířit také lahve z hnědého skla. Skleněné lahve byly ručně vyfukované, uzavíraly se nejčastěji korkovými zátkami. Roku 1877 dostal Nicolai Fritzner patent na svůj vynález třmenového uzávěru. Zpočátku byl drátěný třmen připevněn k hrdlu lahve manžetou. Přibližně od roku 1885 byla na lahvi dvě protilehlá zahloubení, do kterých se třmen zakotvil. Dodnes se třmenové uzávěry používají u kanystrů na benzín nebo sklenic pro domácí konzervování. Podobně se také připojují hadice pro přívod kapalin a plynů.

## Konkurenční uzávěry
Tradiční třmenový uzávěr trpěl některými nevýhodami. Těsnicí guma musela zůstat na porcelánové zátce i během umývání lahve. Nečistoty mezi těsněním a zátkou se daly jen obtížně odstranit. Pokud se v lahvi nacházely cizorodé látky, přecházelo aroma na gumu a nebylo možné ho při čištění odstranit. Při čištění také mohl uzávěr zůstat na hrdle lahve a ta se vůbec nevymyla. Také těsnost je citelně horší, než u jiných typů uzávěrů. Korunkový uzávěr, patentovaný v USA jen 15 let po třmenovém uzávěru se v nápojovém průmyslu rychle prosadil. Především díky nižším nákladům, jednodušší konstrukci plnicích strojů a snazšímu vymývání lahví. Pivovary rychle nahradily třmenový uzávěr právě korunkovým uzávěrem. V dnešní době využívají pivovary lahve se třmenovými uzávěry především jako marketingový nástroj. Ve skutečnosti i šroubovací uzávěr umožňuje opětovné uzavření láhve bez nevýhod třmenového uzávěru. Díky rozvoji technologie byly některé slabé stránky třmenových uzávěru odstraněny. Například porcelán byl nahrazen plasty. Pružný těsnicí kroužek je na plastovou zátku navařen, ne přilepen. Tím se usnadní čištění a zlepší těsnění. Trvanlivost lahví s třmenovým uzávěrem je přesto zhruba poloviční proti lahvím s korunkovými uzávěry.